# Laufás-Edda
Laufás-Edda (Edda Magnúsar Ólafssonar) er en redigeret udgave af Snorri Sturlusons Yngre Edda fra 1600-tallet, som er bevaret i adskillieg islandske manuskripter.
Laufás Edda blev samlet af den islandske præstog digter Magnús Ólafsson (ca. 1573–1636) efter anmodning fra den islandske forsker og antikvar Arngrímur Jónsson. Magnús begyndte med at arbejde i Auðkúla i 1607, efter han var blevet afskediget som sognepræst, og han færdiggjorde sin nye redigerede udgave af Eddaen i vinteren 1608–09. Magnús kom snere til at tjene som præst i Laufás sogn på det nordlige island, og derfor omtales han udgave af Eddaen normalt som Laufás-Edda.
Meningen med hans arbejde var at skabe en systematisk og encyklopædisk version af Snorri Sturlusons Yngre Edda. Laufás-Edda er en omarrangeret redigeret udgave af Sturlusons værk. Myterne i Gylfaginning bliver præsenteret som en serie eksepmler (dæmisögur) og kenningerne fra Skáldskaparmál er listet alfabetisk efter emne. Den sidste del, Háttatal, blev ikke inkluderet.
Som følge af dens store popularitet kom Laufás-Edda til at danne grundlag for den første tryke version af Yngre Edda; Peder Hansen Resens Edda Islandorum. Resens udgave bestod også af en oversættelse til dansk og latin. Laufás-Edda blev en et populært referenceværk for digtere og antikvarer, hvor den tjente som encyklopædi for forskning i både myter og eddadigtning.